# 周鼎銘
周鼎銘（1901年—1944年5月21日），字伟勋，四川省蒲江县松华镇人。國民革命軍軍官，少將军衔。他為中国抗日战争期間陣亡的中國軍方高級將領之一。

## 生平

### 家庭
周鼎銘为家中三子。1919年曾就读邛崃联中，同年由父母包办取妻梁氏，育有一女。受到新思潮的影响将女儿名为继子。继子在就读邛崃敬亭小学期间回家途中时因洪水溺亡，后育有二子。依次是仁睿、仁灏。
1943年与裴廷珍结为夫妻，五二一事件之后裴改嫁。

### 军旅生涯
周鼎铭年轻时受到在川军任团长的二哥影响，到川军二十四军军长刘文辉的军官养成学校学习，毕业后到成都三军办事处任副官。后转入二十四军邓蜀才（邓和）部任排长、连长，后转至李家钰部任参谋副官。
抗日战争期間隸屬36集團，為該集團副官處長。1944年4月爆發豫中會戰。同年5月21日，第36集团军总部行至河南省陝縣张镇南院寺村旗杆岭，被日军伏击。周鼎铭中弹身负重伤被俘，当晚殉国。6月，在浦江举行追悼会。1947年9月18日，入祀成都忠烈祠。1986年1月17日，中华人民共和国民政部追认周鼎铭为革命烈士。